# Mrisho Ngasa
Mrisho Khalfani Fyade Ngasa - grafado também como Ngassa (Mwanza, 5 de maio de 1989) é um futebolista tanzaniano que atua como atacante. Atualmente defende o Young Africans.

## Carreira
Estreou no futebol em 2005, aos 16 anos de idade, no Kagera Sugar. Entre 2006 e 2010, atuou pelo Young Africans, um dos clubes mais tradicionais de seu país, vencendo 3 vezes o Campeonato Tanzaniano em sua primeira passagem. Ngasa chegou a passar um período de experiência no West Ham United em abril de 2009, porém o clube inglês não contratou o atacante, que assinou com o Azam, onde protagonizou a maior transferência entre clubes da Tanzânia na história e pelo qual atuou até 2013. Em 2011, disputou um amistoso pelo Seattle Sounders contra o Manchester United.
Vestiu ainda as camisas do Simba (empréstimo), Young Africans (segunda passagem), Free State Stars (África do Sul), Fanja Club (Omã) e Mbeya City, voltando novamente ao Young Africans em 2018.

## Seleção Tanzaniana
Ngasa disputou 100 jogos pela Seleção Tanzaniana e fez 25 gols entre 2006 e 2015, sendo o jogador que mais atuou e o maior artilheiro da história dos Taifa Stars, vencendo a Copa CECAFA em 2010.
As seleções que mais levaram gols do atacante foram Somália (5 gols), Uganda (4 gols) e Eritreia (3 gols).

## Vida pessoal
Seu pai, Khalfan Ngasa, foi também jogador de futebol e defendeu ainda a Seleção Tanzaniana.

## Títulos
Young Africans
- Campeonato Tanzaniano: (2006, 2007–08, 2008–09, 2009–10, 2010–11, 2011–12, 2012–13 e 2013–14)
- Tusker Cup: (2007 e 2009)

Seleção Tanzaniana
- Copa CECAFA: (2010)

### Individuais
- Artilheiro da Copa CECAFA de 2009 (5 gols)
- Melhor jogador do Campeonato Tanzaniano de 2009–10[6]
- Artilheiro do Campeonato Tanzaniano de 2010–11 (18 gols)

- Supercopa da Bélgica: 2019.[7]